# Avaux
Avaux é uma comuna francesa na região administrativa de Grande Leste, no departamento Ardenas. Estende-se por uma área de 13,03 km². Em 2010 a comuna tinha 479 habitantes (densidade: 36,8 hab./km²).